# Geasteroides
Geasteroides is een geslacht van schimmels behorend tot de familie Geastraceae. Het bevat maar een soort, namelijk Geasteroides texensis.